# Les Héritiers (film, 2014)
Ne doit pas être confondu avec Les Héritiers (série télévisée, 2014).
Pour les articles homonymes, voir Les Héritiers.
Pour plus de détails, voir Fiche technique et Distribution.
Les Héritiers est un film dramatique français réalisé par Marie-Castille Mention-Schaar, sorti en 2014. Il est fondé sur une histoire vécue : une professeure convainc sa classe de seconde la plus faible de se présenter au Concours national de la résistance et de la déportation, défi qui va les transformer.

## Synopsis
Basé sur une histoire vraie remontant à 2009, ce film relate l'aventure qui découlera de l'accord, donné à une professeure du lycée Léon-Blum de Créteil (Val-de-Marne) par les élèves de sa classe de seconde réputée la plus faible, de les présenter et de les préparer au Concours national de la résistance et de la déportation, sur le thème : « Les enfants et les adolescents dans le système concentrationnaire nazi ». D'abord houleuse et frustrante, l'atmosphère va bientôt évoluer, au contact d'un rescapé des camps et sous l'intensité dégagée lors de la visite du Mémorial de la Shoah.

## Fiche technique
- Titre original : Les Héritiers
- Titre provisoire : Le vrai combat
- Réalisation : Marie-Castille Mention-Schaar
- Scénario : Ahmed Dramé et Marie-Castille Mention-Schaar
- Décors : Anne-Charlotte Vimont
- Costumes : Isabelle Mathieu
- Photographie : Myriam Vinocour
- Son : Dominique Levert, Élisabeth Paquotte et Christophe Vingtrinier
- Montage : Benoît Quinon
- Musique : Ludovico Einaudi
- Production : Pierre Kubel et Marie-Castille Mention-Schaar
- Sociétés de production : Loma Nasha Films ; Vendredi Film, TF1 Droits Audiovisuels, UGC, France 2 Cinéma et Orange Studio (coproductions)
- Société de distribution : UGC Distribution
- Pays d'origine :  France
- Langue originale : français
- Format : couleur
- Genre : comédie dramatique
- Durée : 105 minutes
- Dates de sortie :
  -  Belgique : 7 octobre 2014 (Festival international du film francophone de Namur)
  -  France : 3 décembre 2014 (nationale)

## Distribution
- Ariane Ascaride : Anne Gueguen, professeure d'histoire au lycée Blum
- Ahmed Dramé : Malik
- Noémie Merlant : Mélanie
- Geneviève Mnich : Yvette Thomas, documentaliste au lycée Blum
- Stéphane Bak : Max
- Naomi Amarger : Julie
- Xavier Maly : le proviseur
- Léon Zyguel : lui-même
- Amine Lansari : Rudy
- Wendy Nieto : Jamila
- Aïmen Derriachi : Said
- Mohamed Seddiki : Olivier / Brahim
- Alicia Dadoun : Camélia
- Adrien Hurdubae : Théo
- Raky Sall : Koudjiji
- Koro Dramé : Léa
- Thomas Bénéteau : Thomas

## Production

### Développement
Le scénario est inspiré d'un fait réel : la classe de seconde d'Ahmed Dramé a effectivement remporté, en 2009, le Concours national de la résistance et de la déportation. L'année suivante, il écrit un scénario, centré sur son professeur, qui a motivé une classe à réussir un concours imaginaire. Durant son année de terminale, il contacte Marie-Castille Mention-Schaar, dont il a vu le film Ma première fois, pour lui demander de lire son scénario, dont le titre provisoire était Le Vrai Combat.
La réalisatrice propose de revenir au concours réel et coécrit avec lui le scénario définitif. Ainsi, dans la version finale, plus proche de la réalité, la professeure d'histoire, incarnée par Ariane Ascaride, s'inspire d'Anne Anglès, professeur d'histoire-géographie au lycée Léon-Blum à Créteil[réf. nécessaire], et la documentaliste jouée par Geneviève Mnich a été créée en référence à Sylvette Aumage, documentaliste au lycée Léon-Blum et bénévole au Musée de la Résistance nationale qui, pendant plus de 20 ans, a amené de nombreux élèves à participer au Concours national de la Résistance et de la Déportation (CNRD).[réf. nécessaire] On peut noter des similitudes entre ce film et Écrire pour exister (2007), de Richard LaGravenese, avec Hilary Swank. Cette dernière joue le rôle d'Erin Gruwell, professeure qui parvint à faire écrire une classe d'élèves défavorisés et à les sensibiliser à la Shoah.
Le but premier d'Ahmed Dramé en faisant ce film était « avant tout de faire passer un message positif auprès des jeunes ».

### Tournage
Durant le tournage, Marie-Castille Mention-Schaar a choisi de tourner les séquences de classe avec trois caméras, pour donner « le sentiment d’être avec [les élèves] ». La scène avec l'ancien déporté Léon Zyguel a été filmée en une seule prise avec quatre caméras. La réalisatrice a laissé une part d'improvisation et a parfois donné pour consigne aux jeunes acteurs de « retrouve[r] un certain naturel » et d'« oublie[r] qu’il y a un film ». Selon Stéphane Bak, les acteurs étaient « vraiment dans une ambiance de classe » et avaient tendance à rester en silence quand Ariane Ascaride arrivait, « comme si c’était vraiment la prof qui venait de rentrer ».

## Musique
Sauf indication contraire ou complémentaire, les informations mentionnées dans cette section proviennent du générique de fin de l'œuvre audiovisuelle présentée ici.
- Lady Labyrinth, The Silent Tree, Time Loop, Nuvole bianche, Images et Indaco de Ludovico Einaudi.
- Parce qu'on vient de loin par Corneille de 2003.
- Nés sous la même étoile par IAM.
- Dans leur regard par Michel Mention.
- Suerte de Leandro Guffanti.
- Clair de Lune de Claude Debussy.
- Rêverie de Scènes d'enfants de Robert Schumann de 1838.
- Adagio assai du Concerto en sol de Maurice Ravel.

## Critique

### Réception critique
Pour Première, ce « film populaire dit haut et fort que l’école peut faire la différence. » Pour Jacky Bornet, de CULTURE BOX BY FRANCE TV, « La place donnée à l'improvisation apporte en même temps une spontanéité communicative. » Pour Pierre Vavasseur, dans Le Parisien, le film donne « Un message d'espoir et un hommage à la noblesse de la mission des enseignants. Le film est sans cesse en balance sur ce que représente l'acte d'enseigner sur un terreau difficile et cette tragédie de l'histoire contemporaine qui explose soudain à la face des élèves. » Pour Caroline Vié, dans Direct Matin, « Ce long métrage réussit à passionner le spectateur par sa capacité à filmer l'enthousiasme d'adolescents impliqués dans un processus pédagogique et par le regard optimiste qu'il pose sur la jeunesse d'aujourd'hui. » Pour Marilyne Letertre, dans Métro, « Non content d’émouvoir aux larmes, Les Héritiers s’éloigne aussi des clichés véhiculés sur les gosses de banlieue à l’école. » Louant le jeu d'Ariane Ascaride, Le Monde voit dans le film « une accumulation de clichés » et estime qu'il aurait gagné à être plus sobre. Selon Nathalie Simon, du Figaro, « La réalisatrice rend hommage à la jeunesse d'aujourd'hui en évitant l'écueil du pathos et le cliché », mais le film véhicule « une vision manichéenne de l'histoire » et passe à côté des questions essentielles que sont « le désastre des banlieues françaises » et « l'échec de l'intégration ». Rue89 note que le film est sans doute « plein de bonnes intentions », avis partagé par atlantico, pour qui il est « essentiel dans son apport pédagogique », tout en regrettant son traitement « scolaire » et « trop larmoyant ».

### Box-office
Les Héritiers débute en sixième place du box-office français, avec 127 352 entrées la semaine de sa sortie.

## Distinctions
- Festival international du film francophone de Namur 2014 : « Regards du présent »
- César 2015 : Meilleur espoir masculin pour Ahmed Dramé